# 보라동
보라동(甫羅洞)은 경기도 용인시 기흥구에 있는 동이다. 2020년 1월 20일 상갈동에서 분리되었다.

## 연혁
- 1895년 조선 고종 3년 용인현을 용인군으로 개칭
- 1914년 읍내와 동변, 서변, 수진의 3 개변을 합하여 읍삼면이라 개칭
- 1931년 읍삼면의 명칭을 구성면으로 명칭변경
- 2000년 9월 1일 구성면에서 구성읍으로 승격
- 1914년 3월 1일 행정구역 개편에 따라 용인군 기곡면에서 분리되어 금화·중갈천을 병합, 기흥면 상갈리로 편입
- 1985년 10월 1일 기흥면이 기흥읍으로 승격
- 1996년 3월 1일 도농복합으로 용인군이 용인시로 승격
- 2005년 10월 31일 기흥구로 승격, 상갈리·보라리·지곡리 병합, 상갈동이 신설되었다.
- 2020년 1월 20일 상갈동에서 분동되어 보라동, 지곡동을 관할하는 보라동 신설

## 아파트
| 단지명                        | 건설사                           | 시행사         | 주소                      | 주소   | 입주        | 비고                               |
| ----------------------------- | -------------------------------- | -------------- | ------------------------- | ------ | ----------- | ---------------------------------- |
| 한보라마을 4단지              | 경남기업                         | 대한주택공사   | 기흥구 한보라1로43번길 23 | 보라동 | 2006년 10월 | 국민임대                           |
| 한보라 에듀포레               | ㈜신일                           | 대한주택공사   | 기흥구 한보라1로43번길 22 | 보라동 | 2006년 12월 | '한보라마을 5단지'에서 단지명 변경 |
| 한보라 더힐(THE HILL)         | ㈜신일 ㈜명지건설                | 대한주택공사   | 기흥구 한보라1로 91       | 보라동 | 2008년 4월  | '한보라마을 6단지'에서 단지명 변경 |
| 보라마을 현대모닝사이드 1차   | ㈜고려산업개발                   | ㈜고려산업개발 | 기흥구 용구대로 1842      | 보라동 | 2003년 6월  |                                    |
| 민속마을 현대모닝사이드 2차   | ㈜고려산업개발                   | ㈜다한개발     | 기흥구 사은로126번길 46   | 보라동 | 2004년 1월  |                                    |
| 민속마을 쌍용                 | 남광토건                         | 신창건설㈜     | 기흥구 사은로126번길 10   | 보라동 | 2002년 5월  |                                    |
| 민속마을 신창미션힐           | 신창건설㈜                       | 신창건설㈜     | 기흥구 사은로126번길 33   | 보라동 | 2002년 9월  |                                    |
| 한보라마을 화성파크드림 3단지 | 화성개발㈜                       | ㈜화성기술투자 | 기흥구 한보라2로 93       | 보라동 | 2007년 7월  |                                    |
| 보라해링턴 플레이스           | ㈜효성 진흥기업 효성엔지니어링㈜ | ㈜보라개발     | 기흥구 사은로84번길 10    | 보라동 | 2019년 5월  |                                    |
| 자봉마을 써니밸리             | 이테크이앤씨㈜                   | ㈜만덕주택     | 기흥구 사은로 274-22      | 지곡동 | 2004년 11월 |                                    |